# Cercle Louis XVI
 (août 2023).
Le Cercle Louis XVI est une société littéraire et artistique nantaise. Fondé en 1760, il serait le plus ancien de France voire d'Europe. Il doit son nom à son emplacement connu sous le nom de place Louis XVI devenu place du Maréchal Foch.

## Histoire
Le Cercle Louis XVI a donc 260 ans d’existence quasi ininterrompue. Il n’a en effet été fermé que pendant deux très courtes périodes, lors de la révolution française et au cours de la guerre 39-45.
Cette longévité exceptionnelle lui donne le privilège d’être l’un des Cercles les plus anciens de France.
L’an 1760. DIDEROT vient d’achever en 1751 son encyclopédie, entraînant avec lui toute une génération qui, à travers la France, se passionne pour les Arts et les Lettres.
La haute société nantaise, dont le goût pour la lecture est particulièrement marqué, s’imprègne totalement de ce courant porteur. NANTES, en effet, est à l’époque une ville phare qui la classe 1° port européen.
C’est dans ce climat que les personnalités marquantes de NANTES décident de créer une Association, réservée aux hommes, qui prendra pour nom « Chambre Littéraire de la Ville » (ancien nom du Cercle Louis XVI au 18° siècle) et pour sceller cet événement, font appel aux personnages les plus illustres du moment pour parrainer les premiers pas de ce nouveau né :
Le Duc d’AIGUILLON, Gouverneur de la BRETAGNE et Lieutenant Général des Armées du Roi (l’équivalent de notre Préfet de Région actuel) en sera le protecteur.
Le Marquis de BECDELIEVRE, premier Président de la Cour des Comptes, en sera le premier Président.
Voici avec le style pur de Xavier du BOISROUVRAY des extraits d’une apostrophe que le Marquis de BECDELIEVRE aurait pu adresser au Duc d’aiguillon :
« Vous avez eu la bonté, Mon Seigneur, de présenter à sa Majesté le Roi, notre demande d’autorisation et nous avons la grande joie d’apprendre par vos soins, qu’elle vient de nous être accordée…. Vous le savez bien, Mon Seigneur, les membres de notre tout nouveau Cercle de la ville de NANTES sont personnes d’âge mûr, pleines d’expérience et de jugement, dévouées au Roi : gens de sa Chambre des Comptes, membres vénérables du Chapitre de la Cathédrale de NANTES, gentilshommes, de sa fidèle province de BRETAGNE, Officiers de ses Troupes, négociants de sa bonne ville de NANTES, si attachés à la prospérité du Royaume par le Commerce Maritime… Tous se réunissent au premier étage d’un immeuble, sis Place du Pilori, discrètement, sans troubler l’ordre public, sans s’adonner à aucun jeu de cartes ou autre, dans le plus grand silence, sans commentaire aucun, uniquement pour lire les Gazettes au coin du feu… Vous savez tout cela, Monseigneur, mais notre reconnaissance envers vous est  infinie, pour l’avoir mis sous les yeux du Roi et avoir plaidé notre cause. Aussi ce nouveau Cercle, s’honorera-t-il d’inscrire votre nom comme le premier de nos bienfaiteurs pour qu’un jour lointain, nos héritiers s’en souviennent encore. »
Ne passons pas sous silence le don précieux que fit le Chanoine Pierre-François GALBAUD du FORT, une personnalité bien nantaise du 18° siècle, léguant à la Chambre Littéraire de la ville en 1770, la totalité de sa bibliothèque. Il nous laissait ainsi un patrimoine d’une rare qualité, qui s’est enrichi au cours des années et que nous avons su conserver en grande partie, malgré les épreuves du temps. Quelques exemplaires vous sont présentés dans les vitrines du salon.
Aujourd'hui le Cercle Louis XVI est un espace de convivialité où les générations se rencontrent et se rassemblent dans un esprit d’échange et de partage. Entre activités culturelles enrichissantes et moments festifs ponctuels, il offre aux jeunes l’opportunité de rejoindre leurs aînés pour perpétuer une tradition d’amitié et de transmission.

## Bibliothèque
La bibliothèque du cercle, référencée par la Bibliothèque nationale de France, recèle des ouvrages rares, notamment des ouvrages historiques sur la Vendée, la Bretagne et la noblesse locale. L'inventaire recense plus de 2 000 ouvrages.

## Présidents
- 1760 – Monseigneur le Duc d’Aiguillon, Fondateur, Associé,    Protecteur - Le Marquis de Becdelièvre, Fondateur, Premier Président de la cour des Comptes - Maître Jalabert, Notaire royal,  Trésorier
- 1761 – Monsieur Pierret, Receveur des Domaines du Roy
- 1777 – Monsieur Le Lasseur de Ranzay
- 1778 – Mme Marion de Procès
- 1789 – Monsieur Chardot, Sénéchal des Régaires, Député de Nantes aux Etats
- 1792 – Monsieur de Boismorin 1801 – Monsieur Berruette, Capitaine, Chevalier de Saint Louis
- 1815 – Monsieur Gouëzel du Boisgreffier
- 1818 – Monsieur Le Chevalier Espivent de Perrain
- 1821 – Monsieur Arnous - Rivière, Ancien Consul
- 1823 – Monsieur de la Rochette
- 1829 – Monsieur de Berthou
- 1829 – Monsieur Hocquard 11836 – Monsieur Aristide de Grandville, Représentant de la Loireinférieure
- 1843 – Vicomte Victor de Cornulier
- 1863 – Comte Auguste de Cornulier, Sénateur de Vendée
- 1873 – Comte de Rochefort 1891 – Marquis de Ternay
- 1921 – Monsieur Joseph de Charrette de la Contrie
- 1926 – Général Vicomte de Cornulier Lucinière
- 1929 – Vicomte de Rodellec
- 1945 – Colonel de Lusancay
- 1956 – Comte Jean de Keranbosquer
- 1960 – Monsieur Jacques Cebron de Lisle
- 1968 – Comte Jacques de Suyrot
- 1977 – Monsieur Maurice des Graviers
- 1981 – Colonel Patrick Guillon-Verne
- 1993 – Colonel Michel Boone de Laperouse
- 2000 – Colonel Dominique de la Brunière
- 2006 – Messieurs Robert Bigo / Vincent de Penanster / Tony de Seze
- 2007 – Monsieur Jean-Yves Beaune de Paysat
- 2011 – Monsieur Jean-Charles de Nacquard
- 2014 – Monsieur Arnaud du Boisguéheneuc
- 2024 – Monsieur Bruno Guillon-Verne